# Olivares San Fernando
Olivares San Fernando es un caserío peruano ubicado en el distrito de Tambogrande, perteneciente a la provincia y departamento de Piura, al norte del Perú. 

## Ubicación
Olivares San Fernando se ubica al noroeste de la provincia de Piura, en el distrito de Tambogrande, en el departamento de Piura.

## Demografía
En 2017 Olivares San Fernando tenía una población de 839 habitantes.
| Gráfica de evolución demográfica de Olivares San Fernando entre 1993 y 2017 |
|                                                                             |
| Fuentes: Población 1993 (Olivares y San Fernando) y 2017                    |